# Synaldis lacessiva
Synaldis lacessiva är en stekelart som beskrevs av Fischer 1975. Synaldis lacessiva ingår i släktet Synaldis och familjen bracksteklar. Inga underarter finns listade i Catalogue of Life.